# Игнатченко, Григорий Петрович
Григорий Петрович Игнатченко (1930 — неизвестно, Горловка, Донецкая область) — проходчик Никитовского ртутного комбината Сталинского совнархоза, Горловка, Украинская ССР. Сталинская область. Герой Социалистического Труда (1961).

## Биография
Родился в 1930 году в одном из населённых пунктов современной Днепропетровской области. Получил среднее образование. После срочной службы в Советской Армии трудился проходчиком на шахте № 2-бис Никитовского ртутного комбината. Позднее возглавлял бригаду проходчиков, которая ежегодно показывала высокие трудовые результаты, выполняя сменные плановые задания на 103—104 %. Первым на комбинате поддержал всесоюзную инициативу Валентины Гагановой возглавить отстающий коллектив.
Под его руководством бригада ежегодно показывала высокие трудовые результаты. Указом Президиума Верховного Совета СССР от 9 июня 1961 года удостоен звания Героя Социалистического Труда за «выдающиеся успехи, достигнутые в деле развития цветной металлургии» с вручением ордена Ленина и золотой медали «Серп и Молот» (№ 8242).
После выхода на пенсию проживал в Горловке. С 1979 года — персональный пенсионер союзного значения. Дата смерти не установлена.
Память
Его именем названа улица в Горловке.
Награды
- Герой Социалистического Труда
- Орден Ленина
- Медаль «За трудовое отличие» (27.12.1954)